# Asmate cingularia
Asmate cingularia är en fjärilsart som beskrevs av Jacob Hübner 1796-1799. Asmate cingularia ingår i släktet Asmate och familjen mätare. Inga underarter finns listade i Catalogue of Life.